# 微褐蛇鰻
微褐蛇鰻為輻鰭魚綱鰻鱺目糯鰻亞目蛇鰻科褐蛇鰻屬的其中一種，該物種主要分布於中西太平洋海域，棲息在底層水域，屬肉食性。

## 擴展閱讀
維基物種上的相關：微褐蛇鰻